# Pytanie do Boga
Pytanie do Boga (The Body) – film z 2001 oparty na powieści Richarda Sapira. Tematem filmu jest śledztwo jezuity, który zostaje wysłany do Jerozolimy, aby zbadać sprawę znaleziska, które jest najprawdopodobniej grobem Jezusa Chrystusa. Na podstawie powieści Richarda Sapira.

## Plenery
- Jerozolima (Izrael)
- Klasztor Salezjanów, Bet Jamal (Izrael)
- Rzym (Włochy)
- Szpital Ducha Świętego, Borgo Santo Spirito (Rzym, Włochy)
- Tel Aviv (Izrael)

## Obsada
- Antonio Banderas jako Matt
- Olivia Williams jako Sharon Golban
- John Shrapnel jako Moshe Cohen
- Derek Jacobi jako Ojciec Lavelle
- Jason Fleyming jako Ojciec Walter Winstead
- Lillian Lux jako Pan Kahn
- Mohammed Bakri jako Abu Yusef
- John Wood jako Kardynał Pesci
- Makram Khoury jako Nasir Hamid
- Vernon Dobtcheff jako Monsignor
- Jordan Licht jako Dorene